# Europeisk grävling
Grävling eller europeisk grävling (Meles meles) är ett rovdjur som tillhör familjen mårddjur och som förekommer i Eurasien. Europeisk grävling är en av tre arter i släktet Meles.

## Utseende
En vuxen grävling är 75–98 centimeter lång (varav svansen utgör cirka 15 centimeter). Hanarna väger 9,1–16,7 kilo och honor väger 6,5–13,9 kilo. Pälsen är på undersidan svart och ovanpå silvergrå. Under pälsen har huden en rosa färg. Ansiktet är vitt och har på bägge sidorna en bred svart rand som går från nosen till öronen. Extremiteterna och svansen är jämfört med övriga kroppen korta.

## Utbredning och systematik

### Systematik
Grävlingarna (Melinae) tillhör familjen mårddjur, som bland annat även omfattar uttrar, nordamerikanska grävlingar, honungsgrävlingar, mårdar och järv. Fram till 1990-talet behandlades den europeiska grävlingen som ensam art i släktet Meles men studier av anatomiska och genetiska skillnader indikerar att två populationer, som förekommer i centrala Asien och i Japan, utgör goda arter, vilka beskrivits som Meles leucurus och Meles anakuma. De europeiska och asiatiska utvecklingslinjerna har utvecklats separat sedan mellersta pleistocen.

### Utbredning
Europeisk grävling förekommer idag i skogs- och stäppområden i Palearktis, i nästan hela Europa, söder om polcirkeln, och vidare i Asien fram till Uralbergen och norra Afghanistan. Sydgränsen går vid Irak, Iran och centrala Afghanistan. I Kaukasus går den upp till 2 500 meter och i Pamirbergen upp till 3 300 meter.

### Underarter
I dess geografiska utbredning uppvisar den europeiska grävlingen vissa morfologiska variationer, varför arten delas upp i åtta underarter. Exempel på skillnader är att vissa populationer har mer brunaktig ovansida och hos andra är bålens sidor något gulaktig. Underarterna vid utbredningsområdets östra gräns, M. m. heptneri och M. m. severzowi, påminner ganska mycket om arten Meles leucurus.
- Meles meles arcalus Miller, 1907 – förekommer på Kreta
- Meles meles canescens Blanford, 1875 – förekommer i Transkaukasus, norra Iran, Turkmenistan, Afghanistan, kanske även Anatolien
- Meles meles heptneri Ognev, 1931 - förekommer i norra Kaukasus, Kalmuckien, Volgas floddelta
- Meles meles marianensis Graëlls, 1897 – förekommer i Spanien och Portugal, kanske även i delar av Frankrike[12]
- Meles meles meles Linné, 1758 – förekommer i Västeuropa med undantag av Iberiska halvön, så långt österut som till Volga och Uralbergen. Den förekommer även på Kreta.
- Meles meles milleri Baryshnikov, Puzachenko & Abramov, 2003 – förekommer i sydvästra Norge.
- Meles meles rhodius Festa, 1914 – endemisk för Rhodos.
- Meles meles severzovi Heptner, 1940 – förekommer i övre dalgången av Amu-Darja och Pjandsj, Ferganadalen, bergsområden Pamir och Alaj

## Ekologi

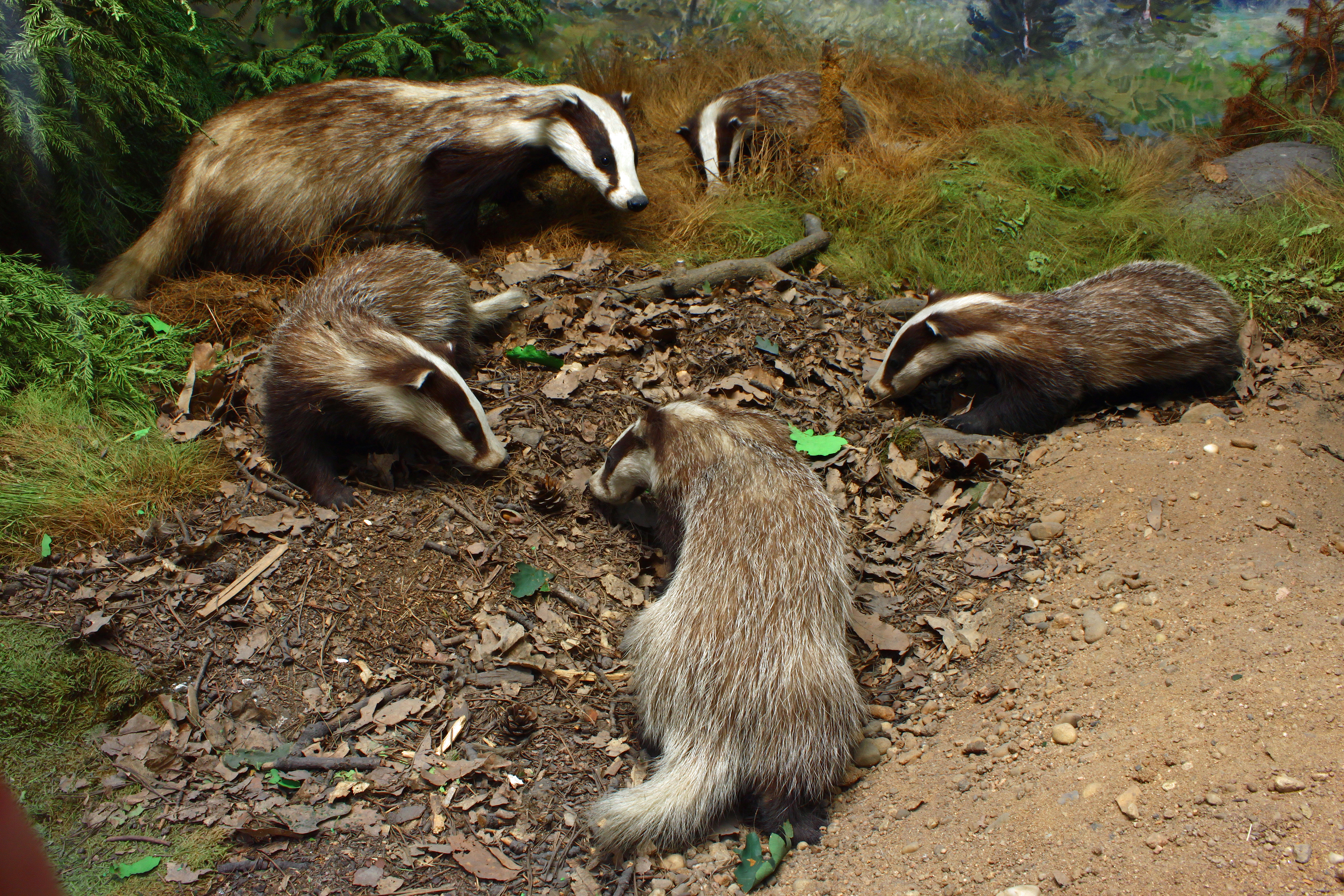
Uppstoppade grävlingar presenterade i ett diorama.

Grävlingen föredrar skogar och andra områden som är täckt med träd eller buskar men ibland bor den också i parker i städer. Arten födosöker främst i öppna biotoper. De är nästan uteslutande nattaktiva, och lämnar grytet mest för att söka föda.
I de kallare områdena sover grävlingen under vintern i perioder som sträcker sig från några dagar till flera månader, beroende på väder och temperatur. Under denna period sänks inte kroppstemperaturen i så stor utsträckning men metabolismen sänks och den lever på en uppbyggd fettreserv. Denna form av vintersömn betecknas oftast inte som hibernering och ibland kan de vintertid bege sig ut för att leta föda, vilket oftast sker vid plusgrader. Det förekommer att grävlingar delar mat eller gryt med rävar men vanligtvis håller de ett visst avstånd till varandra.
Grävlingen har dålig syn och luktsinnet är avgörande för grävlingens överlevnad. De lämnar doftspår och lär sig känna igen främlingar med hjälp av lukten. När de blir skrämda reser de ragg och ser större ut. Grävlingar är inte ovana vid fysiska slagsmål med andra grävlingar eller djur. Strider mellan artfränder sker oftast när en främmande individ tar sig in i gruppens revir, som är 50 till 150 hektar stort.

### Grytet
Grävlingen bor i gryt vars underjordiska gångsystem kan ha flera våningsplan, ha en diameter på 60 meter och bestå av 300 meter tunnlar och rum. De största rapporterade gryten är funna i Storbritannien och är upp till 880 meter långa. Bohålan brukar ligga så djupt att den är frostfri, flera meter under markytan. Beroende på grytets storlek finns olika många gångar in och ut ur grytet. Ett gryt används under årtionden och kanske till och med århundraden. Grävlingarna underhåller bebodda gryt fortlöpande, och nya gångar och rum grävs. Grävlingsgryt förekommer i olika storlekar, beroende på hur gamla gryten är och vilka förutsättningar grytet har för att byggas ut, samt vilken täthet den lokala grävlingstammen har. Utanför grytet har grävlingen platser för solbad och lek. Vanligen använder individerna fasta vandringsleder under natten.
Grävlingsgryt anläggs ofta i sluttningar och kullar i dränerad mark. Det är inte ovanligt att gryt anläggs i kolbottnar, stentippar, jordkällare och under övergivna hus. Intill gräver grävlingen gärna prydliga latringropar.
I ett gryt bor oftast flera grävlingsfamiljer. Gruppen består i genomsnitt av 6 individer, men upp till 23 individer i samma gryt har observerats. Nyfödda honor stannar mest i grytet och gräver egna rum. I grytet finns alltid ett par som är dominant. De lever hela livet ihop, men andra honor parar sig också med hannen. Äldre hannar stannar inte med det dominanta paret.

### Fortplantning
Parningstiden är i nordliga trakter vanligen mars till maj men kan pågå ända till hösten. Det befruktade ägget vilar en tid före den egentliga dräktigheten som varar omkring 49 dagar. Ungarna föds vanligen i februari till mars året därpå. Honan får 1 till 4 ungar per kull. Vanligen dödar den dominanta honan ungdjur av honor med lägre status. Ungarna är helt vita och blinda vid födseln. Senare börjar de ändra färg. Efter cirka en månad öppnar de ögonen för första gången och de diar två till tre månader. Unga hannar stannar till och med oktober i lyan. Ibland får de också tillbringa vintervilan i boet. Könsmognaden infaller för båda könen efter 12 till 14 månader.

### Föda
Grävlingar är allätare. Merparten av födan, särskilt sommartid, utgörs i Nordeuropa och Storbritannien av daggmask, men den äter det mesta den kan komma över; jordgetingbon, insekter, ägg, smågnagare, frukt, bär, säd och majs och i brist på annan föda även mollusker som sniglar. I jordbrukslandskap är mogen säd i synnerhet eftertraktat inför vinterdvalan. Även harungar, igelkottar och tamhöns kan finnas på matsedeln.

## Grävlingen och människan
Eftersom grävlingen är människoskygg och nattaktiv kan den vara svår att upptäcka. Grävlingar attackerar inte människor, men kan däremot bita ifrån om de blir överraskade. Grävlingen har i vissa länder dåligt rykte. Att kalla någon för grävling i Frankrike är en förolämpning.[källa behövs]

### Jakt
Huvudartiklar: Grytjakt och Småviltjakt
I Europa har grävlingens betydelse för människan minskat avsevärt. Köttet är ofta angripet av parasiter och finns sällan till försäljning. Håret användes tidigare till borstar, exempelvis rakborstar, och hattsmycken. "Blaireau" på franska betyder både grävling och rakborste. Idag produceras merparten rakborstar av grävlingshår i Kina där uppfödning sker för detta ändamål.[källa behövs] I Sverige är det tillåtet att föda upp grävlingar som tamdjur då dessa används vid grytprov för grythundar. Vanliga jaktformer gällande grävling är grythundsjakt, jakt med ställande hundar och fällfångst.

### Sagor och myter
I sagan Det susar i säven framstår grävlingen som vänlig och vis. En gammal myt om grävlingar säger att om de biter någon låser sig deras käkar tills de hör benknotorna krasas sönder. För att skydda sig mot grävlingsbett skulle man därför stoppa ner äggskal eller knäckebröd i stövlarna. Det finns dock ingen sanning i den myten.

### Status och hot
Grävlingen hotas i vissa regioner av habitatförstörelse genom skogsavverkningar. Den kan lokalt drabbas av rabies och nötkreatur-tuberkulos men allmänt är dessa sjukdomar under kontroll. I Finland är jakttrycket på grävlingen stort. Där sköts under början av 2000-talet ungefär 10 000 individer årligen. I Ryssland sker viss jakt för köttets och fettets skull. Hur den introducerade mårdhunden påverkar grävlingen är inte tillräckligt utrett. De nämnda hoten är inte allvarliga för hela beståndet och därför listas arten av IUCN som livskraftig (LC).